# مملسة زوانية
مملسة زوانية (الاسم العلمي: Pediococcus lolii) هي نوع من البكتيريا تتبع جنس المملسة من فصيلة الملبنات.